# Rodrigo Muñoz
Rodrigo Martín Muñoz Salomó (Montevideo, el 22 de gener de 1982) és un futbolista uruguaià que juga per al Club Libertad de la primera divisió del Paraguai.